# Anos 70 (canção)
“Anos 70” foi a música que representou Portugal no Festival Eurovisão da Canção Júnior 2022 (JESC), em Yerevan, Arménia, cantada por Nicolas Alves. A canção foi publicada, pela primeira vez, no canal oficial no Youtube do “Junior Eurovision Song Contest” a 7 de novembro de 2022.

## Cantor
Nicolas Alves, filho de pais brasileiros, nasceu em Inglaterra, país onde viveu durante 10 anos, até se mudar, em 2019, para Torres Vedras, Portugal, onde vive atualmente. Nicolas canta desde os 4 anos, sendo os seus pais os maiores responsáveis pelo seu grande gosto pela música antiga, como a de Elvis Presley, de Michael Jackson e dos Queen.

## Escolha do intérprete
Normalmente, Portugal escolhe o vencedor do “The Voice Kids” para representar o país no JESC. No entanto, a vencedora da edição de 2022, Maria Gil, fazia 15 anos antes da data do evento, pelo que, segundo o regulamento - 14 anos é a idade máxima do concorrente -, não podia participar no concurso internacional. Assim, a RTP, emissora do The Voice, convidou Nicolas Alves, o 2º classificado, para representar Portugal.

## História da canção
Carolina Deslandes, mentora de Nicolas durante o seu percurso no The Voice Kids, foi convidada para escrever a canção concorrente. Como, durante o programa, Nicolas se destacou pelas suas interpretações de Michael Jackson e Queen, entre outros, ela, em colaboração com o cantor Agir, compôs e escreveu a música de forma a representar o gosto do cantor pela música dos anos 70.
“a canção que vai representar Portugal na Eurovisão Júnior, interpretada e feita à medida do meu Nicolas Alves. (…) Esta canção é sobre ser de outro tempo, ter alma Woodstock e de Rock mas ser millennial. É sobre crescer a ouvir música em casa com os pais. E sobre a beleza de ser autêntico. É sobre ser ele!”

## Classificação
A atribuição dos pontos começou com a votação dos júris nacionais dos países participantes, que concedem pontuações de 12, 10 e 8 a 1 pontos, tendo Portugal recebido ao todo 51 pontos, ficando temporariamente na 9º posição. Seguiu-se a divulgação da votação do público - os espetadores podem votar online nas suas 3 músicas favoritas e os votos são proporcionalmente distribuídos -, tendo Portugal obtido 70 pontos. Somando as duas pontuações, Portugal obteve 121 pontos, ocupando a 8ª posição, melhor classificação e votação de Portugal no JESC, até então.